# Sora (modelo de texto para vídeo)
Sora é uma ferramenta de geração de vídeo a partir de texto desenvolvida pela OpenAI.  Esse sistema cria clipes curtos com base nas instruções fornecidas pelos usuários e também possui a capacidade de expandir vídeos já existentes.
Sora foi lançado publicamente para ChatGPT Plus e ChatGPT Pro usuários em dezembro de 2024.

## História
Diversas outras tecnologias de conversão de texto em vídeo foram lançadas antes do Sora, como o Make-A-Video da Meta, o Gen-2 da Runway e o Veo 3 do Google — sendo este último, em fevereiro de 2024, ainda um projeto em fase experimental.  A OpenAI, a empresa por trás da Sora, lançou o DALL·E 3, o terceiro de seus modelos de texto-imagem DALL-E, em setembro de 2023.
A equipe que desenvolveu o Sora o nomeou em homenagem à palavra japonesa para céu para significar seu "potencial criativo ilimitado".  Em 15 de fevereiro de 2024, a OpenAI apresentou o Sora pela primeira vez, lançando vários clipes de vídeos de alta definição que ele criou, incluindo um SUV dirigindo em uma estrada na montanha, uma animação de um "monstro fofo e baixo" ao lado de uma vela, duas pessoas caminhando por Tóquio na neve e uma filmagem histórica falsa da corrida do ouro na Califórnia, e afirmou que era capaz de gerar vídeos de até um minuto de duração.  A empresa então compartilhou um relatório técnico, que destacou os métodos usados para treinar o modelo.   O diretor executivo da OpenAI, Sam Altman, publicou uma sequência de tweets, nos quais respondeu às sugestões dos usuários do Twitter com vídeos gerados pelo Sora a partir dessas ideias.
Em 9 de dezembro de 2024, a OpenAI liberou o acesso ao Sora para o público, especificamente para assinantes do ChatGPT Pro e ChatGPT Plus. Antes disso, a empresa havia concedido acesso restrito a um pequeno grupo de especialistas — chamado de “equipe vermelha” — formado por profissionais em desinformação e análise de viés, com o objetivo de realizar testes rigorosos no sistema..  A empresa também compartilhou o Sora com um pequeno grupo de profissionais criativos, incluindo videomakers e artistas, para buscar feedback sobre sua utilidade em campos criativos.  Em fevereiro de 2025, a OpenAI anunciou planos para integrar o Sora ao ChatGPT, permitindo que os usuários gerem vídeos do Sora a partir do chatbot. 

## Capacidades e limitações
A tecnologia por trás do Sora é uma adaptação da tecnologia por trás do DALL-E 3 . De acordo com a OpenAI, o Sora é um transformador de difusão  – um modelo de difusão latente de redução de ruído com um transformador como desnoiser. Um vídeo é gerado no espaço latente pela redução de ruído de "patches" 3D, e então transformado para o espaço padrão por um descompressor de vídeo. A relegação é usada para aumentar os dados de treinamento, usando um modelo de vídeo para texto para criar legendas detalhadas em vídeos. 
O treinamento do modelo foi feito com vídeos de acesso público, além de conteúdos protegidos por direitos autorais que foram devidamente licenciados para esse fim. No entanto, a OpenAI não divulgou a quantidade nem as fontes exatas dos materiais utilizados.  Após seu lançamento, a OpenAI reconheceu algumas das deficiências do Sora, incluindo sua dificuldade em simular física complexa, entender a causalidade e diferenciar a esquerda da direita.  Um exemplo mostra um grupo de filhotes de lobo aparentemente se multiplicando e convergindo, criando um cenário difícil de seguir.  A OpenAI também declarou que, em conformidade com as práticas de segurança existentes da empresa, o Sora restringirá os prompts de texto para imagens sexuais, violentas, odiosas ou de celebridades, bem como conteúdo com propriedade intelectual pré-existente. 
Tim Brooks, um pesquisador do Sora, afirmou que o modelo descobriu como criar gráficos 3D apenas a partir de seu conjunto de dados, enquanto Bill Peebles, também pesquisador do Sora, disse que o modelo criou automaticamente diferentes ângulos de vídeo sem ser solicitado.  De acordo com a OpenAI, os vídeos gerados pelo Sora são marcados com metadados C2PA para indicar que foram gerados por IA. 

## Recepção
Will Douglas Heaven, da MIT Technology Review, chamou os vídeos de demonstração de "impressionantes", mas observou que eles devem ter sido escolhidos a dedo e podem não ser representativos da produção típica de Sora.  O acadêmico americano Oren Etzioni expressou preocupações sobre a capacidade da tecnologia de criar desinformação online para campanhas políticas.  Para a Wired, Steven Levy escreveu de forma semelhante que ela tinha o potencial de se tornar "um desastre de desinformação" e opinou que seus clipes de pré-visualização eram "impressionantes", mas "não perfeitos" e que "mostravam uma compreensão emergente da gramática cinematográfica" devido às suas mudanças de cena não solicitadas. Levy acrescentou: "[i] levará muito tempo, se é que algum dia, antes que o texto para vídeo ameace a produção cinematográfica real."  Lisa Lacy, da CNET, chamou seus vídeos de exemplo de "notavelmente realistas - exceto talvez quando um rosto humano aparece de perto ou quando criaturas marinhas estão nadando". 